# Antônio Borges Leal Castelo Branco
Antônio Borges Leal Castelo Branco (Campo Maior, 31 de março de 1816 - Alcântara, 7 de abril 1871) foi um político brasileiro. Também foi escritor e é patrono da cadeira 15 da Academia Piauiense de Letras e de uma na Academia Campomaiorense de Artes e Letras.
Foi presidente da província de Pernambuco, nomeado por carta imperial de 19 de novembro de 1864, de 25 de janeiro a 25 de julho de 1865.
Antônio Borges Leal Castelo Branco era avô de Frederico Castello Branco Clark e Oscar Clark, sogro de James Clark e bisavô de Mendonça Clark.

## Fonte
- Academia Campomaiorense de Artes e Letras. Jornal Acadêmico. Campo Maior, 2009.
- Lima. Reginaldo Gonsálves de. Geração Campo Maior: Anotações para uma enciclopédia. Campo maior, ed. Júnior, 1995.